# Azijska bubamara
Azijska bubamara, Azijska božja ovčica (božji volek, bubamara, šaka baka, šara bara,..) - Harmonia axyridis, je kukac iz porodice bubamara, (Coccinellidae).
Izvorno, vrsta potječe iz Azije i uvedena je krajem 20. stoljeća, najprije u SAD, a potom u Europu za biološku kontrolu biljnih štetnika. 
To je učinjeno da bi se smanjila uporaba insekticida jer se najčešće hrani biljnim ušima i u tome je značajno efikasnija od autohtonih vrsta bubamara. Zbog svoje proždrljivosti, većeg broja potomaka, prenošenja spora parazita Microsporidia, na koje je sama imuna, nedostatka prirodnih neprijatelja desetkovane su populacije autohtonih bubamara. Ugriz, kemikalije koje ispušta mogu kod ljudi izazvati alergijske reakcije. Štete čine i u vinogradima jer se u nedostatku biljnih ušiju hrane bobicama grožđa pa njihove izlučevine mogu smanjiti kvalitetu vina. Okupljajući se u jesen u velike rojeve da bi potražile sklonište od zime ulaze ljudima u kuće što je također problem. Dakle azijska bubamara je opasna i invazivna vrsta koja se nezaustavljivo širi. Posljedice njihovog širenja na bioraznolikost, a i ljudsku ekonomiju će se tek u budućnosti jasnije vidjeti.